# Кагама Юнайтед
Кагама Юнайтед (англ. Kahama United) — професіональний танзанійський футбольний клуб з міста Шиньянга. Домашні матчі проводить на стадіоні «Камбараж», який вміщує 20 000 глядачів.